# Christian Vogel (Journalist)

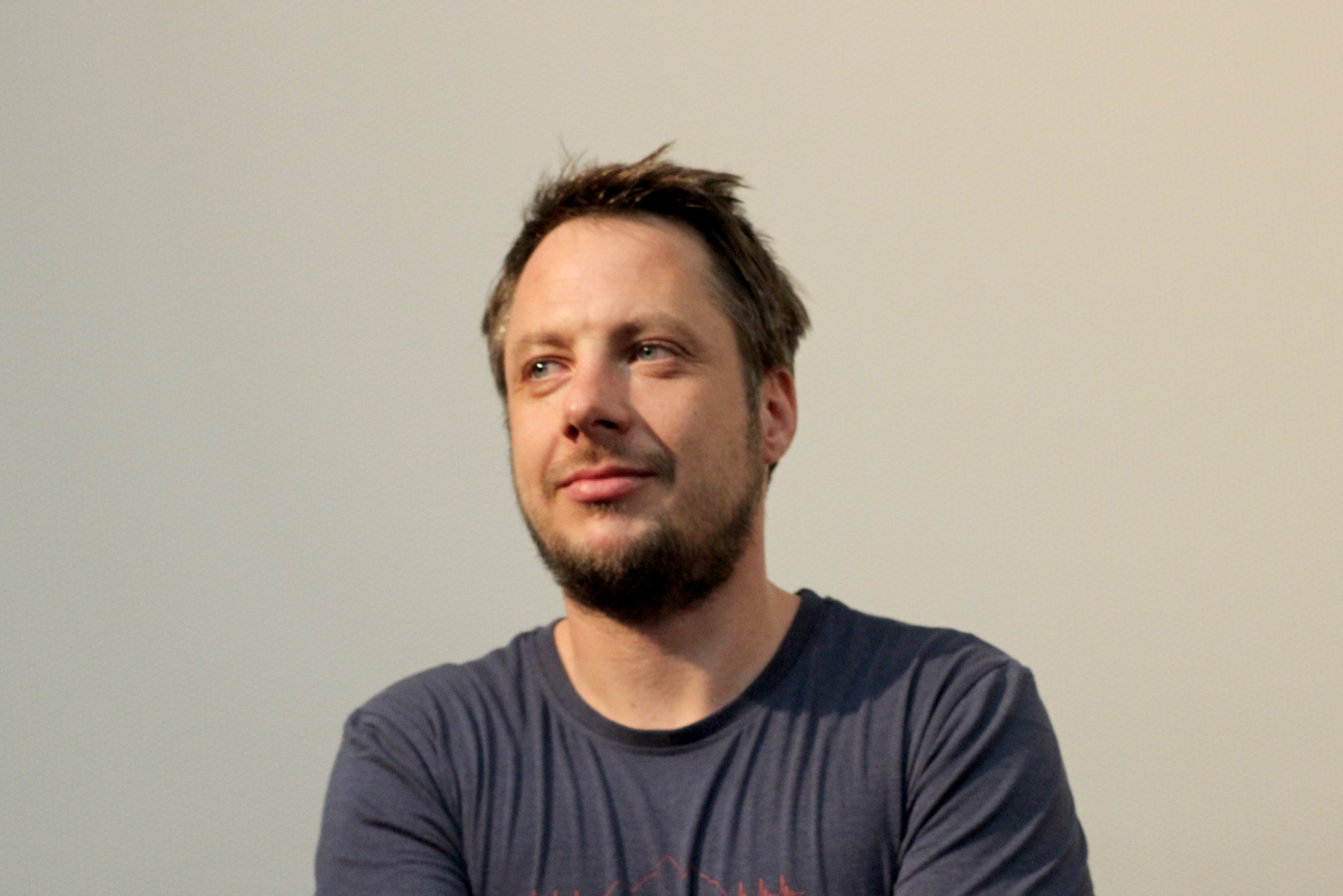
Christian Vogel, Düsseldorf 2018

Christian Vogel (* 1981 in Marsberg) ist ein deutscher Fernsehjournalist, Drehbuchautor und Filmregisseur.

## Leben
Christian Vogel ist gelernter Installateur und Journalist. Nach Schule und Ausbildung absolvierte er von 2004 bis 2008 ein Studium des Technikjournalismus an der Hochschule Bonn-Rhein-Sieg. Nach Praktika, unter anderem bei action concept, bei VOX und beim WDR, führte ihn 2009 ein Volontariat zum Hessischen Rundfunk. Dort arbeitet er seit 2010 als Reporter, Autor und Redakteur für unterschiedliche Abteilungen. Aktuell ist er für das Wissensmagazin Xenius auf arte tätig.
Seine Leidenschaft sind Motorradfahren und Reisen. 2001 bereiste er als Backpacker Brasilien, Argentinien und Paraguay. 2003 unternahm er eine weitere Rucksackreise, die ihn durch Australien, Singapur, Malaysia, Thailand und Kambodscha führte. Europa wurde von ihm nahezu komplett auf zwei Rädern mit seiner BMW R 1200 GS Adventure K255 bereist.
Aus seiner Motorradreise um die Welt wurde sein erster Kinofilm – EGAL WAS KOMMT, der ab 2. August 2018 in den Kinos lief.